# AdreN
Даурен Даулетович Кыстаубаев (род. 4 января 1990, Алма-Ата) — профессиональный казахстанский игрок в Counter-Strike и Counter-Strike: Global Offensive, также известный под псевдонимом «AdreN». Победитель чемпионата мира по Counter-Strike: Global Offensive — PGL Major Kraków 2017.
На данный момент является тренером команды NOVAQ.

## Биография
Даурен Кыстаубаев родился и вырос в Алма-Ате. Часто менял школы и университеты: AdreN сначала поступил в Университет международного бизнеса, потом проучился год в Китае, а в 2014 окончил Алматинский технологический университет. В Counter-Strike Даурен играет с 2004 года, но помимо этой дисциплины он увлекается ещё Dota 2 и H1Z1: King of the Kill.
Является фанатом футбольного клуба «Манчестер Юнайтед». В одном из интервью AdreN говорит: «Футбол… 2002 год, Чемпионат Мира, сборная Англии. Благодаря этим событиям я влюбился в футбол. С тех пор начал увлекаться им, смотреть всё чаще, а главное — играть. Иногда смотришь футбольный матч и думаешь: „Вот бы мне на поле, хотя бы на пять минут. Побегать, попинать мяч, почувствовать всё то, что чувствует любой игрок топового уровня“. Ходил даже на тренировки какое-то время. Пытался… а потом просто сломал нос и начал играть в CS. Этим всё сказано!». Частью Gambit Gaming Даурен стал сразу после открытия состава по CS:GO. До этого AdreN выступал за большое количество команд: Virtus.pro (2012—2013), Astana Dragons (2013), HellRaisers (2014—2015) и другие.

## Карьера
Серебряный призёр мира по версии WCG 2005. Даурен, игравший в таких командах, как k23, NEXT.kz, UNiTED, переходит в новую киберспортивную дисциплину Counter-Strike: Global Offensive, где начинает играть в Virtus.pro.
6 июня 2013 года из-за личных проблем Даурена заменили на GuardiaN.
Решив свои проблемы, AdreN перешёл в молодую команду «Astana Dragons». После нескольких месяцев команда распустилась после того, как не оправдала ожиданий. Но 9 марта 2014 команда вернется под баннером HellRaisers.
В сентябре Даурен покидает HellRaisers из-за нестабильных результатов. Сразу же он присоединился к команде dAT.Team, заменив в ней Pr1zraK, но 15 января он покидает команду и вновь возвращается в HellRaisers вместе с flamie, заменив s1mple и markeloff, которые покинули команду.
Из-за того, что HellRaisers не смогли попасть на DreamHack Open Cluj-Napoca 2015, Даурен сменил команду на Gambit Esports. В новом составе Gambit стали чемпионами PGL Major Kraków 2017, а Даурен получил медаль MVP от HLTV, как самый ценный игрок турнира. После неутешительных результатов в период августа 2017 года по октябрь 2018 года, 17 октября 2018 года Даурен был выставлен на трансфер.
С 7 января 2019 года AdreN стал игроком FaZe Clan.
13 мая было объявлено о замене в составе Faze Clan, AdreN был заменён на польского игрока Neo.
25 июня 2019 года AdreN перешёл в команду AVANGAR в качестве замены игрока fitch. Вместе с командой Даурен дошёл до финала StarLadder Major 2019, где в финале AVANGAR встретились с Astralis и проиграли им со счётом 2:0.
16 декабря 2019 Virtus.pro выкупили состав AVANGAR.
4 августа 2020 года AdreN объявляет об уходе из Virtus.pro.
19 января 2021 года переходит в казахскую команду K23.
C 2022 года член наблюдательного совета киберспортивной организации AVANGAR.
В феврале 2025 года Даурен создал профессиональную киберспортивную организацию NOVAQ, в которой по совместительству является тренером состава.

## Достижения
| Дата       | Место | Турнир                                 | Команда            | Приз        |
| ---------- | ----- | -------------------------------------- | ------------------ | ----------- |
| 2005-10-20 | 2     | World Cyber Games 2005                 | k23                | 25 000 $    |
| 2015-08-02 | 1     | Acer Predator Masters Season 1         | HellRaisers        | 20 000 $    |
| 2016-01-24 | 1     | CIS Minor Championship — Columbus 2016 | Gambit             | 30 000 $    |
| 2016-10-01 | 1     | Adrenaline Cyber League 2016           | Gambit             | 50 000 $    |
| 2016-11-06 | 1     | Acer Predator Masters Season 3         | Gambit             | 25 000 $    |
| 2016-11-13 | 1     | WESG 2016 Asia Pacific Finals          | k23 (Central Asia) | 29 339,93 $ |
| 2016-11-26 | 1     | DreamHack Winter 2016                  | Gambit             | 50 000 $    |
| 2017-04-23 | 2     | cs_summit 1                            | Gambit             | 33 750 $    |
| 2017-04-30 | 1     | DreamHack Austin 2017                  | Gambit             | 50 000 $    |
| 2017-07-23 | 1     | PGL Major Kraków 2017                  | Gambit             | 500 000 $   |
| 2017-12-10 | 1     | ROG Masters 2017                       | Gambit             | 117 500 $   |
| 2019-01-27 | 1     | ELEAGUE CS:GO Invitational 2019        | FaZe Clan          | 80 000 $    |
| 2019-04-13 | 1     | BLAST Pro Series: Miami 2019           | FaZe Clan          | 125 000 $   |
| 2019-09-08 | 2     | StarLadder Berlin Major 2019           | AVANGAR            | 150 000 $   |
| 2019-09-14 | 1     | BLAST Pro Series Moscow                | AVANGAR            | 125 000 $   |

Жирным шрифтом выделены чемпионаты мира.